# República Dominicana nos Jogos Olímpicos de Verão de 1972
A República Dominicana competiu nos Jogos Olímpicos de Verão de 1972, realizados em Munique, Alemanha Ocidental.